# Concordia de Salamanca
La Concordia de Salamanca es el acuerdo histórico firmado el 24 de noviembre de 1505 en dicha ciudad española por Fernando II de Aragón y Filiberto, señor de Veyré, plenipotenciario de Felipe de Habsburgo y Juana de Castilla.

## Contexto

### Testamento de Isabel la Católica

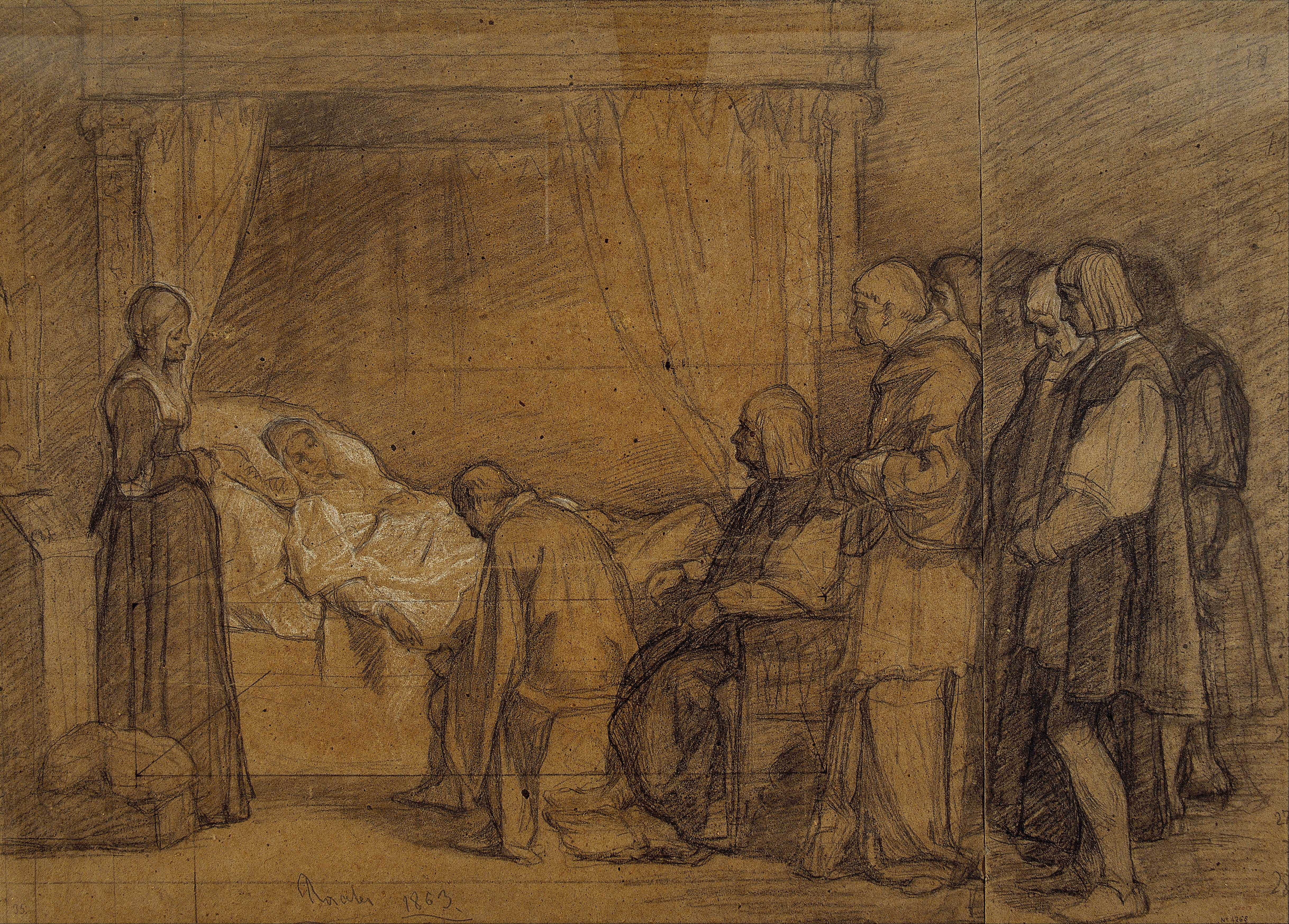
Estudio de Doña Isabel la Católica dictando su testamento, por Eduardo Rosales (1863, dibujo, 525 × 703 mm, Museo Nacional de Arte de Cataluña).

Tiempo antes de la muerte de Isabel I, los embajadores conocían la intención de Felipe de Habsburgo de lograr de su esposa Juana la transmisión completa de poderes y facultades a la muerte de la Reina Católica. Por ello, y tras barajar distintas posibilidades, Isabel estableció en su testamento el 12 de octubre de 1504 que Juana sería «reina verdadera y señora natural» de Castilla, reconociéndole a Felipe únicamente los honores y dignidades como consorte, además de acordar que todos los oficios laicos y eclesiásticos serían desempeñados por españoles y no por extranjeros y que los territorios americanos se reservaban como monopolio a los reinos de Castilla y León, evitando así un posible acaparamiento por los Habsburgo.
El 23 de noviembre, la reina castellana firmó un codicilio que establecía que cuando Juana no estuviese en los reinos o «estando en ellos no quiera o no pueda atender en la gobernación», de esta se haría cargo Fernando.
El 26 del mismo mes, la reina moría. Comenzó así la llamada primera regencia de Fernando sobre Castilla en nombre de su hija Juana, asumiendo el rey aragonés los títulos de rey administrador y gobernador de los reinos.

### La Concordia

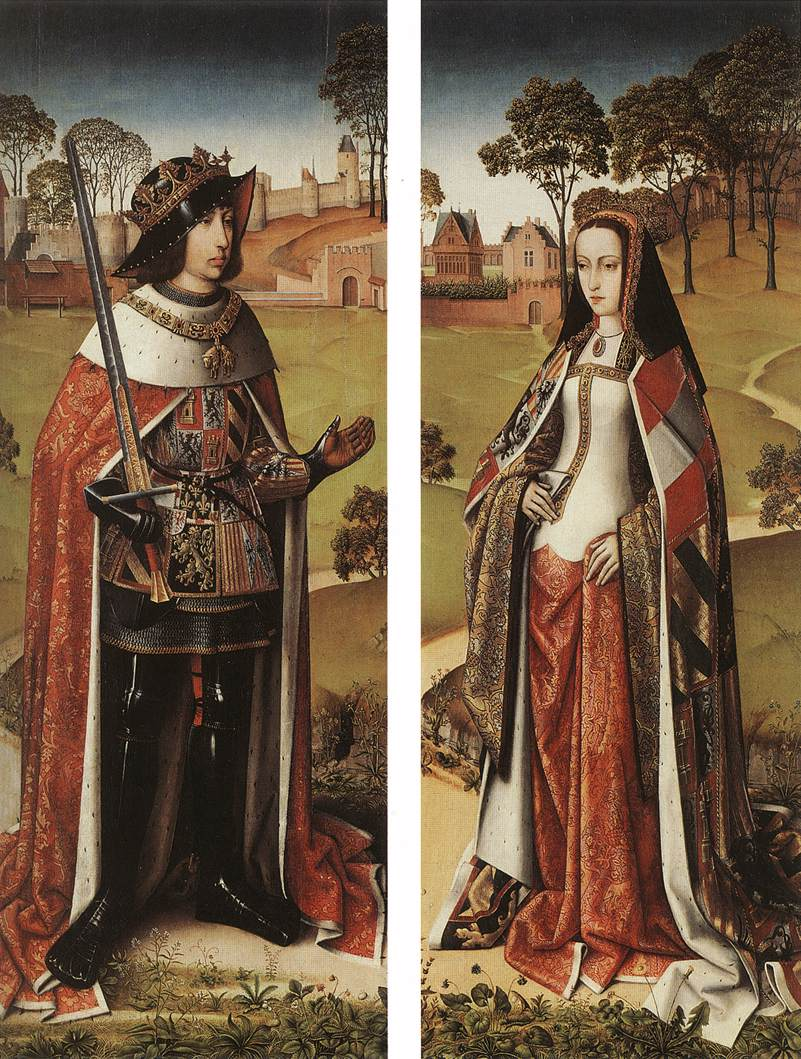
Felipe el Hermoso y Juana la Loca en los jardines del castillo de Bruselas, en sendos óleos del Maestro de Affligem fechado c. 1470-1500.

Un año después de la muerte de Isabel, el 24 de noviembre de 1505, se firmó la Concordia en Salamanca. El mes anterior había sido uno de los más duros en las relaciones entre Fernando y Felipe. Entre lo explicitado, destaca el acuerdo por el que Fernando, Felipe y Juana gobernarían Castilla —al llegar al territorio peninsular, Juana y Felipe serían proclamados reyes propietarios y Fernando, gobernador perpetuo—. Era la primera vez que se reconocía a Felipe como propietario de Castilla junto con su esposa. Asimismo, se repartirían las rentas reales por mitad entre Fernando y el matrimonio y las de los maestrazgos de las órdenes militares enteramente para el Católico. Además, se acordó la provisión alternativa de las vacantes en los cargos, incluidas las de los maestrazgos.
Debido a los trastornos mentales que se apreciaban en Juana, se añadió una cláusula por la que el gobierno recaería en Felipe y, en ausencia de este, en Fernando.

### De Salamanca a Villafáfila
Aparentemente, el acuerdo sentaba las bases de una nueva gobernabilidad, aunque el final de las tiranteces era solamente teórico. Felipe el Hermoso no se conformó con lo plasmado en el acuerdo y se apresuró a embarcarse junto a su esposa desde Flandes en pleno invierno, el 10 de enero de 1506, pero las inclemencias hicieron que tuvieran que permanecer en Inglaterra hasta finales de abril.
Cuando los nuevos reyes desembarcaron en La Coruña el 26 de abril, donde fueron recibidos por la mayoría de nobles castellanos, algunos partidarios del Rey Católico trataron de convencer a este de que no permitiera la entrada de Felipe en los reinos. Al mismo tiempo, se puso de manifiesto que Felipe no tenía intención de respetar lo establecido en Salamanca, ya que estaba disconforme con la distribución de las rentas de los maestrazgos y de que Fernando siguiera utilizando el título de rey.
El primer encuentro entre Fernando y Felipe en la Corona de Castilla y León se dio en la localidad sanabresa de Remesal el 20 de junio, donde Fernando el Católico prometió renunciar al trono castellano y leonés. Finalmente, esta posición fue ratificada días más tarde en las capitulaciones de Benavente y Villafáfila de los días 27 y 28.